# Roland Predal
Roland Predal est un footballeur français né le 9 avril 1931 à Marseille.